# Baidaphon
Baidaphon ou Baïdaphone est un ancien label discographique fondé à Berlin au début du XXe siècle par des membres de la famille libanaise Baïda.
Collaborant avec les compagnies de disques allemandes Lyrophon puis Carl Lindström (en), il enregistre des artistes originaires du monde arabe et connaît le succès dans les années 1920 et 1930.

## Histoire
En 1906, le label est fondé par des membres de la famille Baïda répartis entre Beyrouth et Berlin — Pierre, Farajallah, Gabriel, Michel et Spiridon — dans le but initial de diffuser les chansons de Farajallah. Une collaboration est entamée avec la compagnie de disques allemande Lyrophon et les disques sont pressés sous la marque « Baida Record », enregistrée le 31 août 1911.
Avec la reprise de Lyrophon par la société Carl Lindström (en), la marque « Baidaphon » est enregistrée le 11 janvier 1912 et son logo, une gazelle bondissante, le 14 mars de la même année. Après la Première Guerre mondiale, la société se maintient sous la direction de Michel, Pierre et Gabriel Baïda, alors que les disques sont désormais pressés par Carl Lindström.
Des missions d'enregistrement ont lieu dans divers pays — Algérie, Liban, Irak, Koweït ou encore pays du Golfe — et des succursales sont ouvertes, notamment en Égypte, en Irak, au Liban et en Syrie.
Baidaphon connaît le succès et son réseau s'étend dans les années 1920 à travers le monde arabo-musulman. Armin Wegner témoigne que le label « a fourni à tout l'Orient des disques de chansons arabes [...] a recruté pour cela les meilleurs chanteurs et musiciens folkloriques des pays et a gagné en très peu de temps une fortune d'un million de dollars ». La vente par correspondance est également pratiquée à partir de Berlin, surtout à destination de la diaspora arabe à travers le monde. Cette diffusion croissante de la musique arabe inquiète cependant les autorités françaises qui y voient « un danger de propagation d'idéaux panarabes et nationalistes ».
À la fin des années 1920, Baidaphon signe un contrat avec Mohammed Abdel Wahab et produit une pochette spéciale pour ses disques. À la mort de Pierre Baïda au début des années 1930, le label se restructure et de nouveaux labels sont créés pour certains marchés, comme en Égypte où la succursale devient Cairophon à l'initiative d'Abdel Wahab ou au Yémen avec la création de Tahaphone. Baidaphon poursuit son activité au Levant et en Afrique du Nord.
Après l'arrivée au pouvoir d'Adolf Hitler, les disques ne sont plus pressés en Allemagne, mais en France (Pathé), en Suisse et potentiellement dans d'autres pays.
La plupart des matrices du label auraient été détruites lors des bombardements touchant Berlin. Une autre partie disparaît en 1987 pendant la guerre du Liban. 

## Artistes
Parmi les artistes qui ont enregistré des titres grâce à Baidaphon figurent notamment :
- Cheikh El Afrit[6]
- Cheikh Hamada[6]
- Mohammed Abdel Wahab
- Asmahan[8]
- Mahieddine Bachtarzi
- Oum Kalthoum[6]
- Abdelkader El-Khaldi[6]
- Mounira El-Mahdeya
- Leila Mourad[8]
- Zaki Mourad (ar)[9]
- Abu al-Ila Muhammad
- Habiba Msika[6],[10]
- Halim el-Roumi[8]

Alors que la majorité des artistes chantent en arabe, Baidaphon enregistre également des hymnes orthodoxes grecs, des compositions instrumentales turques et des chansons en arménien, assyrien, kurde, azéri et hébreu.